# Graziadio Isaia Ascoli

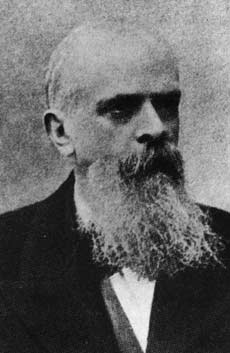
Graziadio Isaia Ascoli.

Graziadio Isaia Ascoli (Gorizia, 16 juli 1829 - Milaan, 21 januari 1907) was een Italiaanse filoloog, hoogleraar en senator.

## Biografie
Ascoli is geboren in Gorizia in een rijke Joodse familie en opgegroeid in de meertalige omgeving van de stad. Op jonge leeftijd wijdde hij zich als autodidact aan de studie van talen, in het bijzonder aan vergelijkende filologie. Op zestienjarige leeftijd maakte hij indruk in filologische kringen door een vergelijkende studie van het Friulisch dialect en het Wallachisch: Sull’idioma friulano e sulla sua affinitá colla lingua valaca. Dit was een meesterwerk, gezien het feit dat het onderwerp nooit eerder was behandeld en dat de jongen geen hulp kreeg van een leraar. Sindsdien heeft Ascoli zich beziggehouden met de studie van de filologie in Italië. 
In 1854 richtte hij het eerste taalkundige tijdschrift in Italië op onder de titel Studi Orientali e linguistici. Door het succes van dit tijdschrift mocht hij les gaan geven in de Accademia scientifico-letteraria van Milaan. Alle filologen die belangrijk waren in Italië zijn ooit leerlingen van Ascoli geweest. 
Hij was een van de pioniers die de studie van taal een strenge wetenschappelijk karakter heeft gegeven. Hij heeft een stempel op bijna elke tak van taalkunde achtergelaten en is de auteur van veel ontdekkingen in de fonologie. Ascoli heeft veel onderscheidingen gekregen in zijn professionele en literaire carrière. Van 1886 tot 1890 was hij lid van de Italiaanse senaat.
Hij overleed in Milaan (1907).

## Italiaanse taalkwestie
Ascoli speelde een grote rol in de Italiaanse taalkwestie, de zogenaamde Questione della lingua. De manier waarop deze taal als nationale taal ingevoerd moest worden leidde tot discussie. De discussie ging over de keuze tussen het geschreven veertiende-eeuws Toscaans of eigentijds Toscaans. Twee prominente figuren hebben zich gebogen over dit vraagstuk en zijn kenmerkend geweest voor het ontstaan van de nationale taal zoals deze nu gebruikt wordt. 
Alessandro Manzoni pleitte voor het uitgangspunt van de gesproken Toscaanse taal van dat moment (1861). Hij was het er niet mee eens dat door het volk literaire taal gesproken moest worden. Manzoni vond dus enerzijds dat er een te grote kloof bestond tussen de geschreven veertiende-eeuwse literaire taal en de door de bevolking gesproken dialecten. Anderzijds, aangezien er getracht werd dat iedereen dezelfde taal ging gebruiken, was het de beste keuze om een reeds bestaande gesproken taal te gebruiken als nationale taal, omdat deze door de Toscanen geleerd kon worden aan de rest van de Italianen. 
Ascoli was het niet eens met Manzoni. Hij pleitte voor de veertiende-eeuwse literaire taal als uitgangspunt omdat deze taal al vorm en structuur had (regels) en een gesproken taal niet. Ascoli was van mening dat je een nationale identiteit niet kon opleggen door taal. Hij was van mening dat dit op langere termijn zou plaatsvinden als de geschreven literaire taal gesproken begon te worden.